# Oreodera tuberculata
Oreodera tuberculata är en skalbaggsart som beskrevs av Thomson 1865. Oreodera tuberculata ingår i släktet Oreodera och familjen långhorningar. Inga underarter finns listade i Catalogue of Life.